# Hulchul
Hulchul (hindi हलचल, urdu ہلچل, niemiecki tytuł: "Hulchul – Eine verrückte Lovestory") – bollywoodzki komediodramat wyreżyserowany w  2004 roku przez Priyadarshana, autora Hera Pheri, Hungama, Chup Chup Ke i Kyon Ki. W rolach głównych Akshaye Khanna, Kareena Kapoor, Sunil Shetty, Amrish Puri. W drugoplanowych Paresh Rawal, Jackie Shroff, Arbaaz Khan i Arshad Warsi.
Film jest remakiem filmu w języku malajalam pt. "Godfather"

## Fabuła
Od wielu lat między dwoma bogatymi klanami trwa wojna. Jeden z nich rządzony jest twardą ręką przez Seth Angarchanda (Amrish Puri). Murem stoją za nim jego czterej synowie Shakti (Arbaaz Khan), Balram (Jackie Shroff), Kishen (Paresh Rawal) i Jai (Akshaye Khanna). Jego władza ograbia ich ze zwykłego ludzkiego szczęścia. Z woli ojca muszą wyrzec się nadziei na małżeństwo i rodzinę. Przez kobietę nieszczęście spotkało kiedyś ich dom. Dziś żadnej kobiecie nie wolno przestąpić progu tego domu. Znienawidzony przez nich wrogi klan rządzony jest właśnie przez tę kobietę, która przyczyniła się do ich nieszczęścia, władczą, manipulującą wszystkimi Lakshmi Devi (Laxmi). Podporządkowała ona sobie obydwóch swoich synów: Veera (Sunil Shetty) i Kashinatha (Shakti Kapoor), którego córka Anjali (Kareena Kapoor) jest przedmiotem dumy rodziny. Nie tylko z bardzo dobrymi wynikami ukończyła prawo, ale ma też wkrótce wyjść za mąż za syna ministra spraw wewnętrznych, podnosząc tym małżeństwem status społeczny rodziny. Na to Angaar Chand nie może pozwolić. Pod wpływem jego intryg narzeczony wycofuje się z małżeństwa tuż przed weselem. Upokorzenie Anjali pogłębia studiujący z nią razem Jai. Szydzi z niej publicznie na każdym kroku. Anjali spragniona zemsty na nim, przystaje na propozycję babki. Oczekuje ona, że Anjali rozkochawszy w sobie Jaia, skłóci go z jego ojcem. Zmieszany z początku jej próbami oczarowania go Jai, za radą przyjaciela Lucky'ego (Arshad Warsi), decyduje się też udawać miłość do Anjali, aby ją potem upokorzyć odrzuceniem. Ale trudno jest grać uczuciami nie ulegając im. Czas, który młodzi spędzają razem zbliża ich do siebie. Udawana miłość staje się prawdziwą, trzeba jednak przekonać do małżeństwa Jaia i Anjali ich nienawidzące się rodziny.

## MotywyBollywoodu
- Jai i Anjali spotykają się w college'u. Tam on szydzi z niej, ośmiesza ja przed innymi. Tam rozkwita ich miłość. Sceny w college'u występują też m.in. w Jestem przy tobie, Coś się dzieje, Khushi, Ishq Vishk, Dil Hi Dil Mein, yeh Dil, Aashiq Banaya Aapne, Szalona przyjaźń, Deewane Huye Pagal, Dil Maange More i in.
- W filmie jest zabawna scena, w której rodzina panny młodej robi wszystko, aby bohater nie nałożył narzeczonej na szyję mangalsutry, naszyjnika będącego takim znakiem dopelnienia małżeństwa, jak w naszej kulturze nałożenie obrączek. Motyw mangalsutry pojawia się też m.in. w Hum Dil De Chuke Sanam, Baazigar, Provoked, Taal (film), Tumko Na Bhool Paayenge, Honeymoon Travels Pvt. Ltd., Dil Hi Dil Mein czy Dum.

## Obsada
- Akshaye Khanna – Jai
- Kareena Kapoor – Anjali
- Sunil Shetty – Veer
- Paresh Rawal – Kishen – nominacja do Nagrody Filmfare dla Najlepszego Aktora Komediowego, nominacja do Nagrody Screen Weekly dla Najlepszego Aktora Komediowego
- Jackie Shroff – Balram
- Amrish Puri – Angar Chand
- Arshad Warsi – Lucky – nominacja do Nagrody Filmfare dla Najlepszego Aktora Komediowego, nominacja do Nagrody Screen Weekly dla Najlepszego Aktora Komediowego
- Arbaaz Khan – Shakti
- Laxmi – Laxmi Devi
- Farha Naz – Gopi (jako Farah Naz)
- Shakti Kapoor – Kashinath

## Muzyka
Autorem muzyki jest Vidyasagar.
- Rafta Rafta
- Hum Dil Ke
- Lut Gayee
- Ishq Mein Pyar Mein
- Lee Humne Thi Kasam
- Dekho Zara Dekho

## Ciekawostki
- Sunil Shetty gra tu wuja Anjali (Kareena Kapoor), którą broni i o której szczęście walczy w rodzinie. W filmie tego samego reżysera Priyadarshana Chup Chup Ke zagrał z nią podobną rolę z tą różnicą, że był jej bratem, a nie wujkiem.